# 筒井真樹子 (韓国文学者)
筒井 真樹子（つつい まきこ、1957年 - ）とは、日本の韓国文学者であり、翻訳家である。東京都生まれ。早稲田大学教育学部及び韓国延世大学校韓国語学堂卒業。東京外国語大学大学院朝鮮語科修士課程修了。宇都宮大学、神奈川大学、非常勤講師。

## 著書
- 『韓国の教科書の中の日本と日本人』一光社、1989年3月、ISBN 978-4752820031
- 『ソウルのチョッパリ―私の留学記』亜紀書房、1991年2月、ISBN 978-4750591025

## 共訳書
- 趙廷来 著 『太白山脈』 ホーム社発行、集英社発売、1999年～2000年、全10冊
- 李在銑 著 『韓国文学はどこから来たのか 』白帝社、2005年3月、ISBN 978-4891746735